# Marcel Escure
Marcel Escure (* 6. Oktober 1963 in Bordeaux) ist ein französischer Diplomat.

## Leben
Marcel Escure besuchte die Universität Bordeaux, wo er sein Studium mit einer Maîtrise de lettres classiques abschloss, und das Institut d’études politiques de Bordeaux (Abschluss mit Diplom). 1988 beendete er seine Ausbildung an der Verwaltungshochschule École nationale d’administration (ENA). Anschließend trat er in den Auswärtigen Dienst Frankreichs.
Escure wurde im selben Jahr Botschaftssekretär an der französischen Vertretung in Lima in Peru. 1991 wechselte er ins Außenministerium Frankreichs in Paris, wo er im Bereich der wirtschaftlichen Nord-Süd-Kooperation tätig war, namentlich zur Afrikanischen Entwicklungsbank und zur CFA-Franc-Zone. Von 1994 bis 1996 war er Botschaftsrat in Phnom Penh in Kambodscha und von 1997 bis 1998 Botschaftsrat in Beirut im Libanon. Er wirkte danach erneut im Außenministerium in Paris, nunmehr als Unterdirektor in der Direktion für strategische Angelegenheiten. Escure wurde 2002 Botschaftsrat in Dakar in Senegal. Dort gehörte er 2003 zu den Gründern des Centre Europe-Afrique pour la prévention des conflits, eines europäisch-afrikanischen Zentrums für Konfliktprävention. Von 2005 bis 2007 arbeitete er als Botschaftsrat in Abidjan in der Elfenbeinküste.
Anschließend war er zunächst stellvertretender Protokollchef, bis er 2008 Abteilungsleiter für frankophone Angelegenheiten in der Generaldirektion für politische Angelegenheiten im Außenministerium in Paris wurde. In dieser Funktion war er unter anderem für Gipfeltreffen und Aktivitäten der Organisation der Frankophonie in Afrika zuständig, ferner für den Übergangsprozess nach dem Staatsstreich durch den Obersten Rat für die Wiederherstellung der Demokratie in Niger.
Im Jahr 2011 wurde Manuel Escure Botschafter Frankreichs in Tansania. In diesem Amt folgte er Jacques Champagne de Labriolle nach. Escure engagierte sich während dieser Zeit auch in Denkfabriken in Frankreich und bei Treffen der französischsprachigen Welt in Royaumont. 2014 wurde Malika Berak seine Nachfolgerin als Botschafterin in Tansania. Escure war danach an diplomatischen Missionen in Niger und in Lagos in Nigeria beteiligt. 2015 wurde er in der Nachfolge von Antoine Anfré Botschafter Frankreichs in Niger. In dieser Funktion folgte ihm 2019 Alexandre Garcia nach.
Marcel Escure ist seit 1994 verheiratet und hat drei Kinder.

## Ehrungen
- Ritter des französischen Ordre national du Mérite[1]
- Kommandeur des Verdienstordens Nigers[6]
- Offizier des Königlichen Ordens von Kambodscha[1]